# Grand Prix automobile du Japon 2004
GP précédent GP suivant
Le Grand Prix automobile du Japon 2004 (2004 Formula 1 Fuji Television Japanese Grand Prix). disputé sur le circuit de Suzuka le 10 octobre 2004, est la 730e épreuve du championnat du monde de Formule 1 courue depuis 1950 et la dix-septième manche du championnat 2004.

## Classement
| Pos  | N° | Pilote               | Écurie           | Tours | Temps/Abandon                      | Grille | Points |
| ---- | -- | -------------------- | ---------------- | ----- | ---------------------------------- | ------ | ------ |
| 1    | 1  | Michael Schumacher   | Ferrari          | 53    | 1 h 24 min 26 s 985 (218,525 km/h) | 1      | 10     |
| 2    | 4  | Ralf Schumacher      | Williams-BMW     | 53    | + 14 s 098                         | 2      | 8      |
| 3    | 9  | Jenson Button        | BAR-Honda        | 53    | + 19 s 662                         | 5      | 6      |
| 4    | 10 | Takuma Satō          | BAR-Honda        | 53    | + 31 s 781                         | 4      | 5      |
| 5    | 8  | Fernando Alonso      | Renault          | 53    | + 37 s 767                         | 11     | 4      |
| 6    | 6  | Kimi Räikkönen       | McLaren-Mercedes | 53    | + 39 s 362                         | 12     | 3      |
| 7    | 3  | Juan Pablo Montoya   | Williams-BMW     | 53    | + 55 s 347                         | 13     | 2      |
| 8    | 11 | Giancarlo Fisichella | Sauber-Petronas  | 53    | + 56 s 276                         | 7      | 1      |
| 9    | 12 | Felipe Massa         | Sauber-Petronas  | 53    | + 1 min 19 s 656                   | 19     |        |
| 10   | 7  | Jacques Villeneuve   | Renault          | 52    | + 1 tour                           | 9      |        |
| 11   | 16 | Jarno Trulli         | Toyota           | 52    | + 1 tour                           | 6      |        |
| 12   | 15 | Christian Klien      | Jaguar-Cosworth  | 52    | + 1 tour                           | 14     |        |
| 13   | 18 | Nick Heidfeld        | Jordan-Ford      | 52    | + 1 tour                           | 16     |        |
| 14   | 17 | Olivier Panis        | Toyota           | 51    | + 2 tours                          | 10     |        |
| 15   | 19 | Timo Glock           | Jordan-Ford      | 51    | + 2 tours                          | 17     |        |
| 16   | 20 | Gianmaria Bruni      | Minardi-Ford     | 50    | + 3 tours                          | 18     |        |
| Abd. | 21 | Zsolt Baumgartner    | Minardi-Ford     | 41    | Sortie de piste                    | 20     |        |
| Abd. | 5  | David Coulthard      | McLaren-Mercedes | 38    | Accident                           | 8      |        |
| Abd. | 2  | Rubens Barrichello   | Ferrari          | 38    | Accident                           | 15     |        |
| Abd. | 14 | Mark Webber          | Jaguar-Cosworth  | 20    | Surchauffe moteur                  | 3      |        |

## Pole position et record du tour
- Pole position : Michael Schumacher en 1 min 33 s 542
- Tour le plus rapide : Rubens Barrichello en 1 min 32 s 730 au 30e tour.

## Tours en tête
- Michael Schumacher 53 (1-53)

## Statistiques
Ce Grand Prix représente :
- La 63e pole position pour Michael Schumacher.
- La 83e victoire pour Michael Schumacher.
- La 182e victoire pour Ferrari en tant que constructeur.
- La 182e victoire pour Ferrari en tant que motoriste.
- La 7e pole position de suite au Japon pour Ferrari
- Le 100e Grand Prix pour BAR.
- Le 50e Grand Prix pour Toyota en tant que constructeur et motoriste.